# Pilea occulta
Pilea occulta är en nässelväxtart som beskrevs av Florence. Pilea occulta ingår i släktet pileor, och familjen nässelväxter. Inga underarter finns listade i Catalogue of Life.